# Берлинский словарь египетского языка

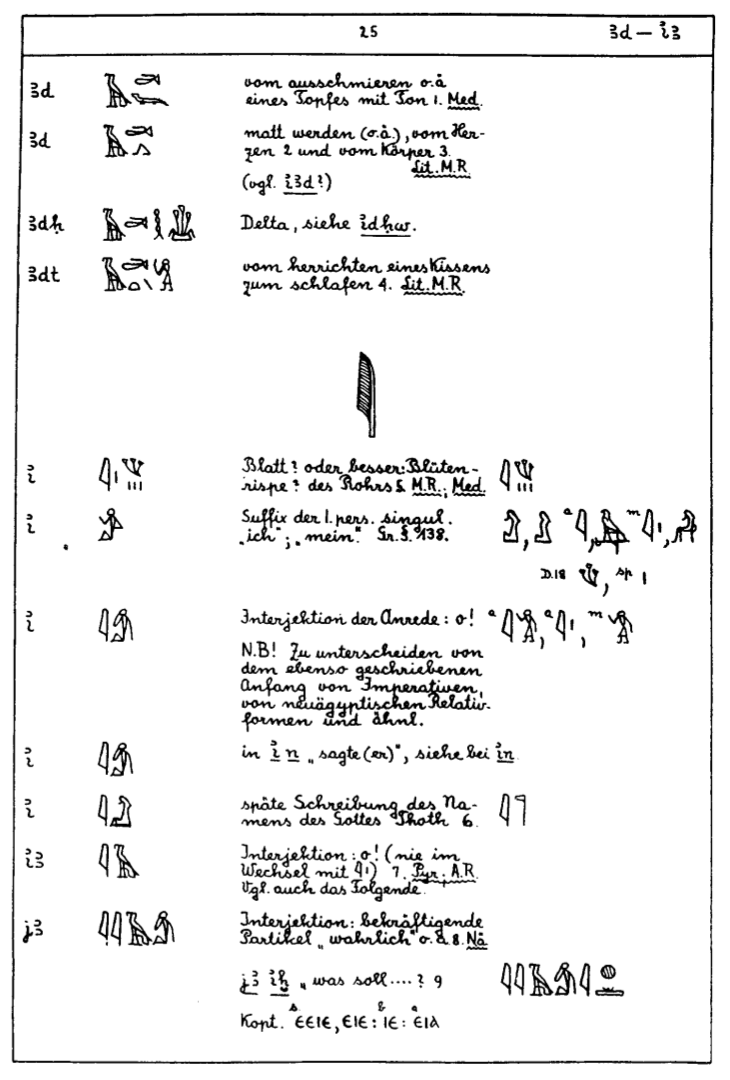
Страница 25 словаря с описаниями

Берлинский словарь египетского языка (нем.  Wörterbuch der ägyptischen Sprache) — фундаментальный словарь египетского языка, созданный в первой половине XX века при поддержке нескольких германских академий А. Эрманом и Г. Граповым при участии египтологов разных стран. Словарь охватывает весь лексический материал известных в то время иероглифических и иератических текстов. Иератические написания давались в иероглифической транскрипции.

## Составление
Работа над созданием словаря началась в 1897. Основой для создания словаря послужил созданный ранее Тезаурус латинского языка (Thesaurus Linguae Latinae). Текст разбивался на отрывки, содержащие около 30 слов. Один отрывок писали на карточку. Каждую карточку переписывали от руки около 40 раз, то есть по одной на каждое слово отрывка и десять на запас. На каждой из 30 карточек соответствующее слово подчёркивали красным и его же писали в верхнем правом углу. В результате каждое слово текста оказывалось на своей карточке с отрывком. Карточки складывали в алфавитном порядке в ящик. Этот метод позволял полностью охватить весь лексический материал каждого текста, а также показать употребление каждого слова в данном контексте.
За первые 9 лет сбора материала количество карточек и ящиков стало таким огромным, что для работы над словарём пришлось выделить три больших комнаты на верхнем этаже нового Берлинского музея. В сборе материала для словаря участвовали 27 учёных из разных стран. В частности, Дж. Брэстед расписывал надписи из главных европейских музеев, А. Гардинер — папирусы из Лейдена и Турина, К. Зете занимался Текстами пирамид, Г. Юнкер — надписями из храмов греко-римского периода. Всего за время создания словаря было написано около 1,5 миллиона карточек.

## Издания
Полное издание словаря вышло в пяти томах в Лейпциге в 1926—1931, в 1935—1953 вышло 5 томов ссылок (Belegstellen), а в 1950 — немецко-египетский указатель слов (Deutsch-ägyptisches Wörterverzeichnis). В 1955 и в 1971 в Берлине выходили репринтные издания словаря.
В 2005 на базе Берлинского словаря был создан электронный Тезаурус египетского языка (Thesaurus Linguae Aegyptiae, TLA), который постоянно пополняется новым материалом. В его состав в оцифрованном виде включена также вся картотека.